# 刘易斯 (东萨塞克斯郡)
刘易斯（英語：Lewes，i/ˈluːɪs/）是位於英國英格蘭東薩塞克斯郡的一座城市。刘易斯是東薩塞克斯郡的郡治，在歷史上也曾是整個薩塞克斯郡的郡治。現在刘易斯是一座主要以觀光業為主的小鎮。據2001年人口普查，刘易斯有人口15,988人。

## 外部連結
- Lewes （页面存档备份，存于）
- Lewes District Council （页面存档备份，存于）